# فلسفة الفيزياء الحرارية والإحصائية
فلسفة الفيزياء الحرارية والإحصائية هي ذلك الجزء من فلسفة الفيزياء من موضوعاتها مزيج من الديناميكا الحرارية الكلاسيكية، والميكانيكا الإحصائية، والنظريات ذات الصلة. تشمل أسئلتها المركزية: ما هي الإنتروبيا، وماذا يقول عنها القانون الثاني للديناميكا الحرارية؟ هل تحتوي الديناميكا الحرارية أو الميكانيكا الإحصائية على عنصر لا رجوع فيه عن الزمن؟ إذا كان الأمر كذلك، فما الذي تخبرنا به الميكانيكا الإحصائية عن سهم الزمن؟ ما هي طبيعة الاحتمالات التي تظهر في الميكانيكا الإحصائية؟